# Арда Гюлер
Арда́ Гюле́р (тур. Arda Güler; нар. 25 лютого 2005) — турецький футболіст, півзахисник клубу «Реал Мадрид».

## Клубна кар'єра
Гюлер розпочав футбольну кар'єру в академії клубу «Генчлербірлігі» з Анкари у 2014 році. У 2019 році приєднався до футбольної академії стамбульського «Фенербахче». 13 січня 2021 року підписав свій перший професійний контракт з клубом.
19 серпня дебютував в основному складі «Фенербахче» у матчі кваліфікаційного раунду плей-оф Ліги Європи УЄФА проти фінського клубу ГІК. Через три дні дебютував у турецькій Суперлізі в матчі проти «Антальяспора», відзначившись гольовою передачею. У віці 16 років і 178 днів став наймолодшим гравцем, який зробив гольову передачу в турецькій Суперлізі (з моменту початку обліку подібної статистики в сезоні 2010/11). 13 березня 2022 року забив свій перший гол за «Фенербахче» у матчі турецької Суперліги проти «Аланіяспора». Цей гол зробив Арду наймолодшим гравцем, який забивав гол в історії «Фенербахче» у віці 17 років і 16 днів. В результаті вже 17 березня з ним був підписаний новий контракт до 2025 року, цього разу із клаусулою в розмірі 30 мільйонів євро. До травня 2022 року Гюлер забив 3 голи та віддав 3 асисти лише за 255 хвилин гри.
6 липня 2023 року іспанський клуб «Реал Мадрид» оголосив про підписання контракту з Гюлером на шість сезонів до червня 2029 року

## Кар'єра у збірній
У жовтні 2021 року дебютував у складі юнацької збірної Туреччини до 17 років, за яку до березня 2022 року провів шість матчів і забив чотири голи в успішній кваліфікації на юнацький чемпіонат Європи 2022 року, будучи капітаном команди наприкінці кваліфікації. Втім Гюлер був вилучений і заявки команди під час підготовки до турніру в травні 2022 року через травму, тому пропустив участь у фінальному турнірі.

## Титули і досягнення
- Володар Кубка Туреччини (1):

«Фенербахче»: 2022-23
- Чемпіон Іспанії (1):

«Реал Мадрид»: 2023–24
- Володар Суперкубка Іспанії (1):

«Реал Мадрид»: 2023
- Переможець Ліги Чемпіонів УЄФА: (1):

«Реал Мадрид»: 2023–24
- Міжконтинентальний кубок ФІФА (1):

«Реал Мадрид»: 2024